# Model Mundell–Fleming
El model Mundell-Fleming, també conegut com el model IS-LM-BoP, és un model econòmic fet per Robert Mundell i Marcus Fleming. El model és una extensió del Model IS-LM. Mentre que el tradicional Model IS-LM es basa en una economia sota l'autarquia (o una economia tancada), el model Mundell-Fleming descriu una economia oberta.
El model Mundell-Fleming intenta explicar la relació a curt termini entre la taxa nominal de canvi i la producció de l'economia (en contrast amb l'economia tancada del model IS-LM, que se centra només en la relació entre la taxa d'interès del diner i la producció). El model Mundell-Fleming s'ha utilitzat per argumentar que una economia no pot mantenir sempre al mateix temps un tipus de canvi fix, lliure mobilitat de capitals i una organització independent de la política monetària. Aquest principi es denomina amb freqüència la "trinitat impossible" o la "trinitat inconsistent".

## Formulació

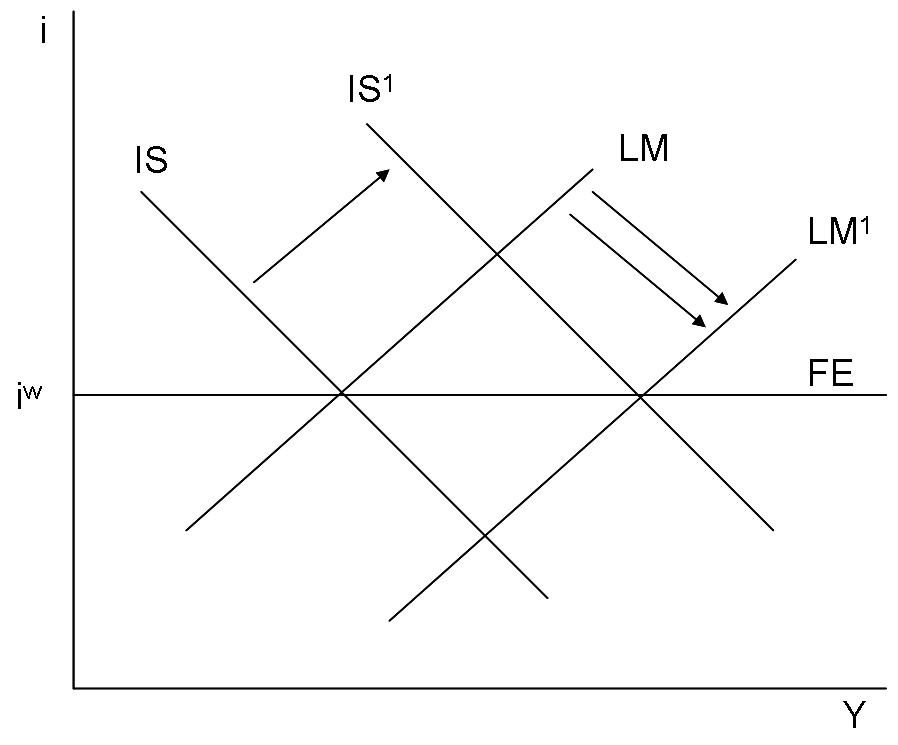
L'augment en la despesa pública obliga a l'autoritat monetària a inundar el mercat amb moneda local per mantenir el tipus de canvi fix.

El model tradicional es basa en les següents equacions.
- {\displaystyle Y=C+I+G+NX} (La corba IS)

- On {\displaystyle Y} es el PIB, {\displaystyle C} es el consum, {\displaystyle I} es la inversió, {\displaystyle G} es la despesa pública i {\displaystyle NX} són les exportacions netes

- {\displaystyle {\frac {M}{P}}=L(i,Y)} (La corba LM)

- On {\displaystyle M} es la oferta de diner, {\displaystyle P} es el nivell de preus, {\displaystyle L} es la liquiditat, {\displaystyle i} es la taxa d'interès finalment {\displaystyle Y} es el PIB.

- {\displaystyle BdP=CC+CA} (La corba de balança de pagaments)

- On {\displaystyle CC} es és compte corrent (balança de pagaments) i {\displaystyle CA} es el compte de capital.

### Components de la IS
- {\displaystyle C=C(Y-T,i-E(\pi ))}

- On {\displaystyle C} és el consum, {\displaystyle Y} és el PIB, {\displaystyle T} són els impostos, {\displaystyle i} és la taxa d'interès, {\displaystyle E(\pi )} és la taxa esperada d'inflació.

- {\displaystyle I=I(i-E(\pi ),Y_{-1})}

- On {\displaystyle I} és la inversió, {\displaystyle i} és la taxa d'interès, {\displaystyle E(\pi )} és la taxa esperada d'inflació, {\displaystyle Y_{-1}} és el PIB al període anterior.

- {\displaystyle G=G}

- On {\displaystyle G} és la despesa pública, una variable exògena.

- {\displaystyle NX=NX(e,Y,Y*)}

- On {\displaystyle NX} són les exportacions netes, {\displaystyle e} és el tipus de canvi real, {\displaystyle Y} és el PIB, {\displaystyle Y*} és el PIB d'un país estranger.

### Components de la BP
- {\displaystyle CC=NX}

- On {\displaystyle CC} és el compte corrent i {\displaystyle NX} són las exportacions netes.

- {\displaystyle CA=z(i-i*)+k}

- On {\displaystyle z} és el nivell de mobilitat del capital, {\displaystyle i} és la taxa d'interès, {\displaystyle i*} és la taxa d'interès externa, {\displaystyle k} són les inversions de capital no relacionades amb {\displaystyle i}, una variable exògena.